# 艾曼纽·阿尔桑

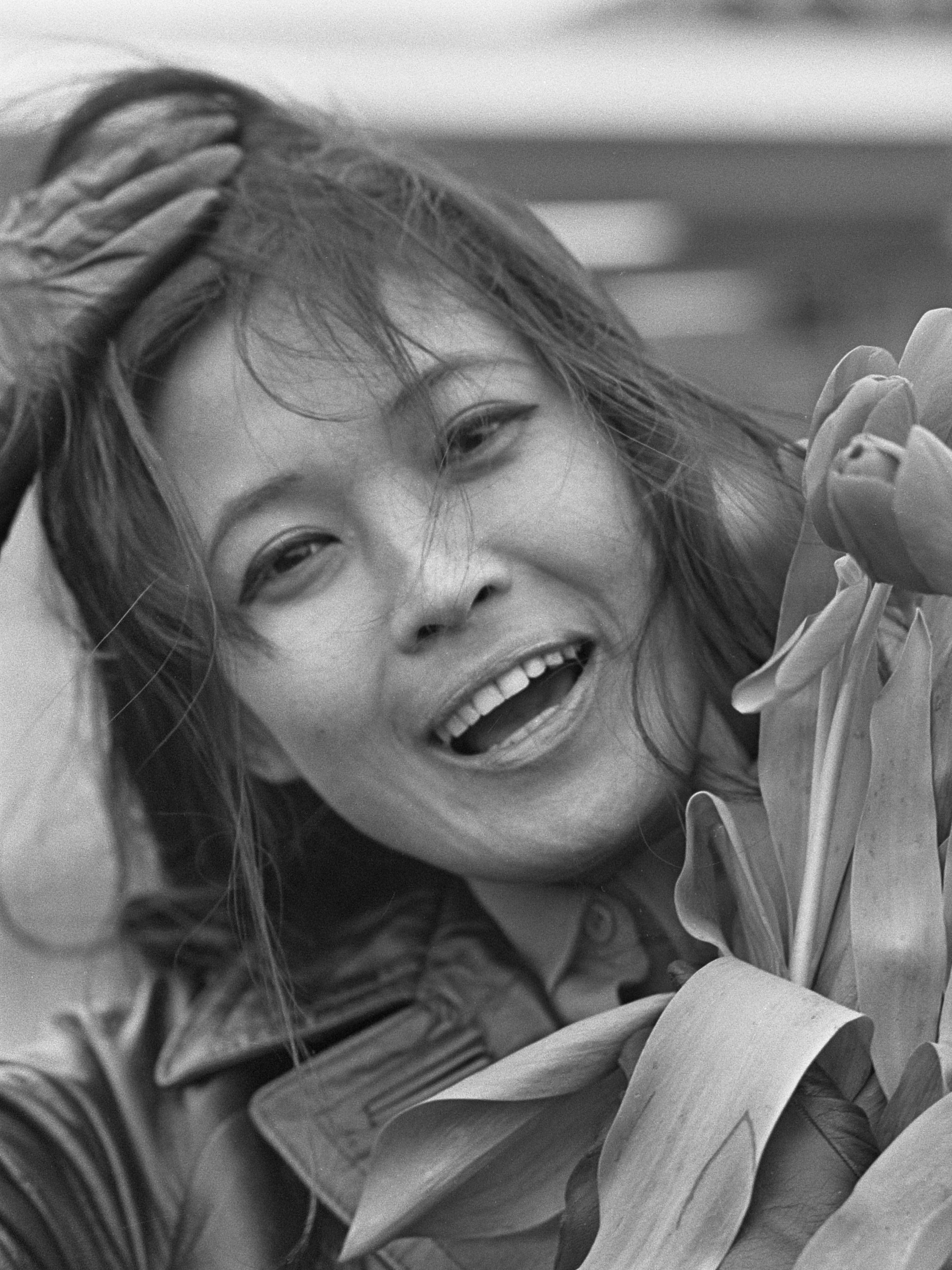
艾曼纽·阿尔桑

艾曼纽·阿尔桑 （1932年1月19日 - 2005年6月12日）是一位泰裔法国小说家，艾曼紐就是她創作的。

## 早期生活
阿尔桑生于泰国曼谷一个与王室关系密切的贵族家庭。  :130
在泰国上完小学后，阿尔桑來到瑞士羅西學院學習。 1948年，在一个舞会上，阿尔桑邂逅了法国外交官路易斯-雅克·罗莱特-安德里安 (Louis-Jacques Rollet-Andriane)。两人一见钟情，他們最終於1956年结婚。

## 晚年
20世纪80年代初，艾曼纽·阿尔桑和丈夫定居法国:134。 